# Real Valladolid
Real Valladolid, egentligen Real Valladolid Club de Fútbol, är en spansk fotbollsklubb från staden Valladolid i den autonoma regionen Kastilien och León i norra Spanien. Klubben bildades den 20 juni 1928 genom en sammanslagning mellan Real Unión Deportiva de Valladolid och Club Deportivo Español. Säsongen 2006/2007 vann laget Segunda División och blev därmed uppflyttade till Primera División. Lagets hemmaarena heter Estadio José Zorrilla och rymmer totalt 27 846 åskådare.

## Placering senaste säsonger
| Säsong  | Nivå | Liga      | Placering | Referens | Notering                  |
| ------- | ---- | --------- | --------- | -------- | ------------------------- |
| 2016/17 | 2    | La Liga 2 | 7         | [ 1 ]    |                           |
| 2017/18 | 2    | La Liga 2 | 5         | [ 2 ]    | Uppflyttad till La Liga   |
| 2018/19 | 1    | La Liga   | 16        | [ 3 ]    |                           |
| 2019/20 | 1    | La Liga   | 13        | [ 4 ]    |                           |
| 2020/21 | 1    | La Liga   | 18        | [ 5 ]    | Nedflyttad till La Liga 2 |
| 2021/22 | 2    | La Liga 2 | 2         | [ 6 ]    | Uppflyttad till La Liga   |
| 2022/23 | 1    | La Liga   |           | [ 7 ]    |                           |